# Monna Rosa
Monna Rosa est un tableau réalisé par le peintre britannique Dante Gabriel Rossetti en 1867. Cette huile sur panneau préraphaélite représente une jeune femme rousse vêtue d'une robe jaune aux motifs dorés arrangeant un bouquet de roses dans un pot bleu. Il s'agit d'un portrait de Frances Dawson, l'épouse de l'armateur Frederick Richards Leyland, un client régulier de l'artiste. L'œuvre est conservée dans une collection privée.